# Rohrerhaus

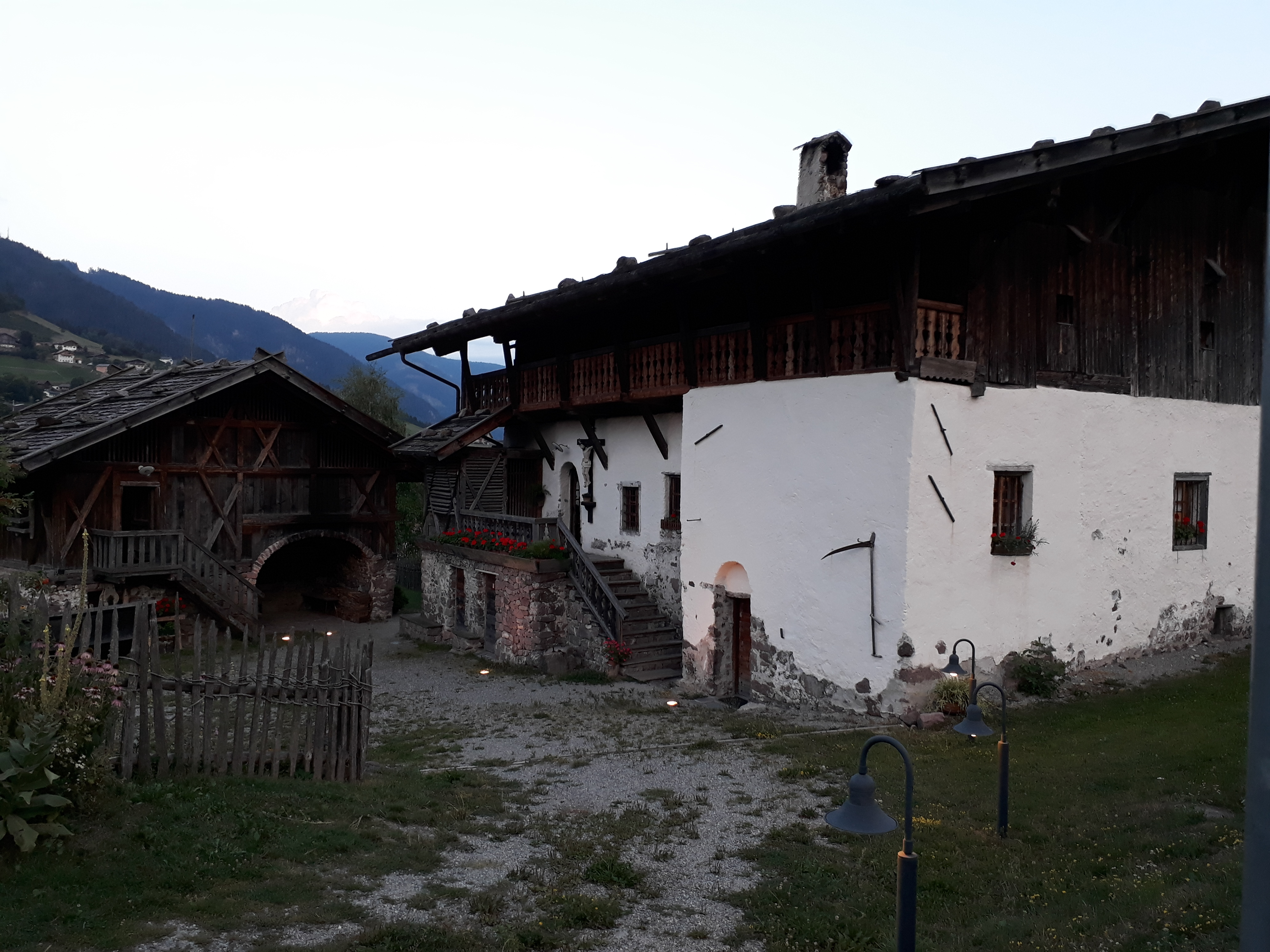
Das Rohrerhaus

Das Rohrerhaus ist ein denkmalgeschützter Hof in Sarnthein in Südtirol. Erstmals erwähnt wurde der Rohrerhof im Jahre 1288 und zählt damit zu den ältesten Höfen des Sarntals. Er befindet sich im Besitz der Gemeinde Sarntal und wird heutzutage als Museum und Veranstaltungsort benutzt.

## Geschichte
Die früheste Erwähnung des Rohrerhofes findet sich im Urbar des Tiroler Grafen Meinhard II., einem landesweiten Einkünfteverzeichnis aus dem Jahr 1288. Mehrere Urkunden und Dokumente belegen das Fortbestehen des Hofes. Seit der erstmaligen Erwähnung lebten vier Geschlechter (Familien) im Haus. Die erste Familie, auch genannt Familie „Rohrer“, bewirtschaftete circa 250 Jahre, ungefähr sechs Generationen lang den Hof. Ihre Nachfolger, die „von Gagers“, wohnten etwa 140 Jahre, vier Generationen lang im Rohrerhaus. In der Zwischenzeit wurde das Haus ausgebaut und bekam eine größere Stube. Die gotische Stubentäfelung stammt wahrscheinlich aus dem 16. Jahrhundert. 1703 wurde das Haus auf der Bergseite erweitert und bekam zusätzlich ein Obergeschoss und das noch heute bestehende Dach. Im Jahre 1775 wurde eine erste Zählung der Häuser und Höfe im Sarntal durchgeführt und im Kataster eingetragen. Von den über 200 Höfen im Sarntal lag der Schätzwert des Rohrerhofes an zweiter Stelle. Zu dieser Zeit verbrachte die Familie „Oberauch“ vier Generationen lang ihr Leben im Rohrerhaus. Letzte Familie war die Familie „Gruber“, die seit 1850 im Rohrerhaus lebten.
2002 kaufte die Gemeinde Sarntal den Hof und verwendete das Haus als Veranstaltungsort und als Museum.

## Museum

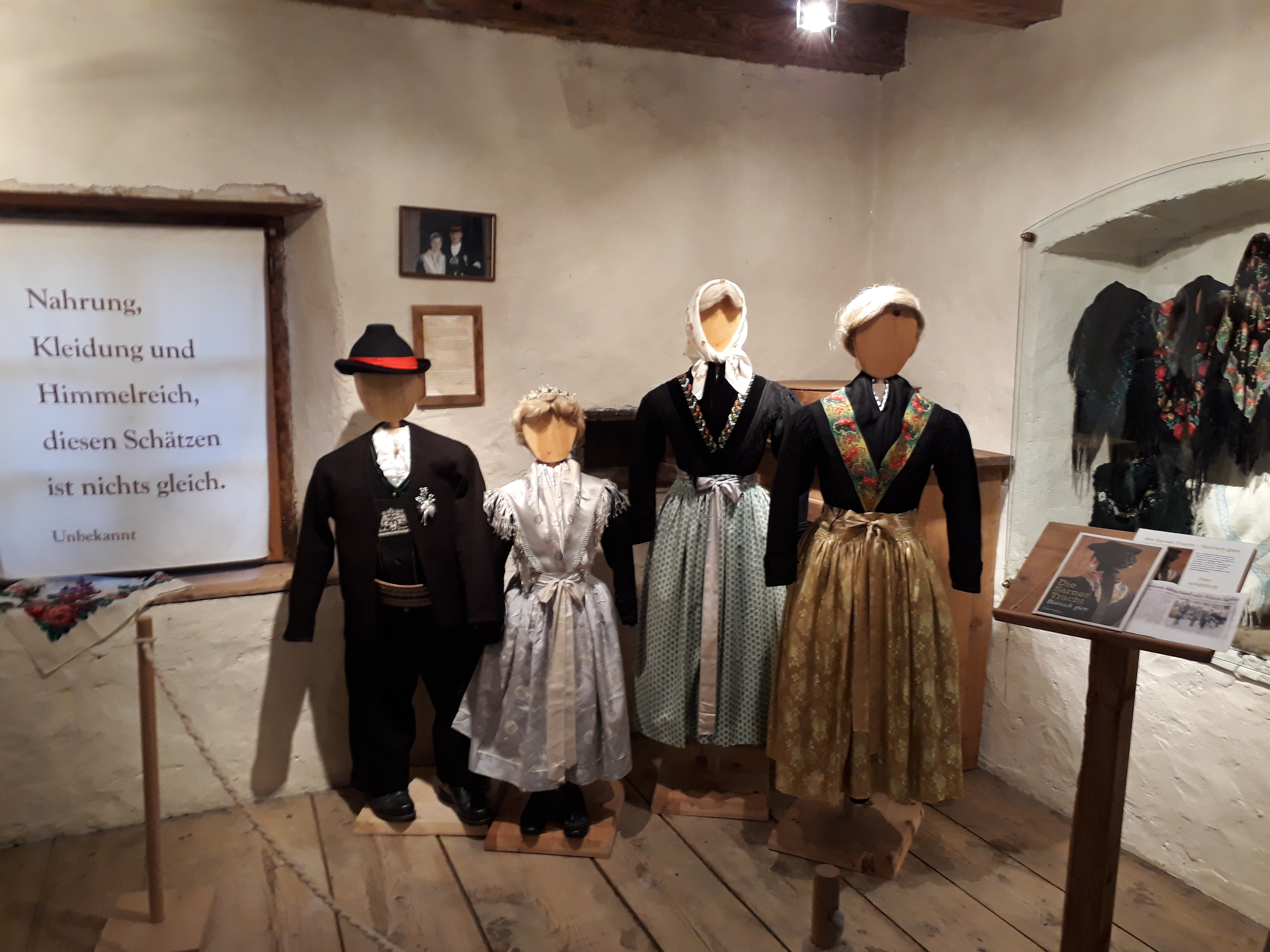
Traditionelle Sarner Tracht

Das Rohrerhaus wird heutzutage als Museum verwendet. Die Ausstellung erzählt die über 700 Jahre alte Geschichte des Rohrerhofes und gibt auch einen Ausblick über die Tiroler und Sarner Bauerntradition. Geöffnet ist das Museum im Sommer, und Führungen werden meistens am Nachmittag angeboten. Zusätzlich kann das Museum auch als Veranstaltungsort gemietet werden.

## Verein
Gegründet wurde der Verein „Rohrerhaus“ am 9. März 2004. Mit Dekret Nr. 146/1.1 vom 7. Mai 2009 wurde der Verein ins Landesverzeichnis der ehrenamtlich tätigen Organisationen eingetragen. Ziel ist es, den kulturellen und historischen Wert des Hofes zu erhalten, zu pflegen und künftigen Generationen weiterzugeben. Am 10. März 2005 übergab die Gemeinde Sarntal dem Verein die Führung des Rohrerhauses.